# Maxates tanygona
Maxates tanygona là một loài bướm đêm trong họ Geometridae.